# Esmicros

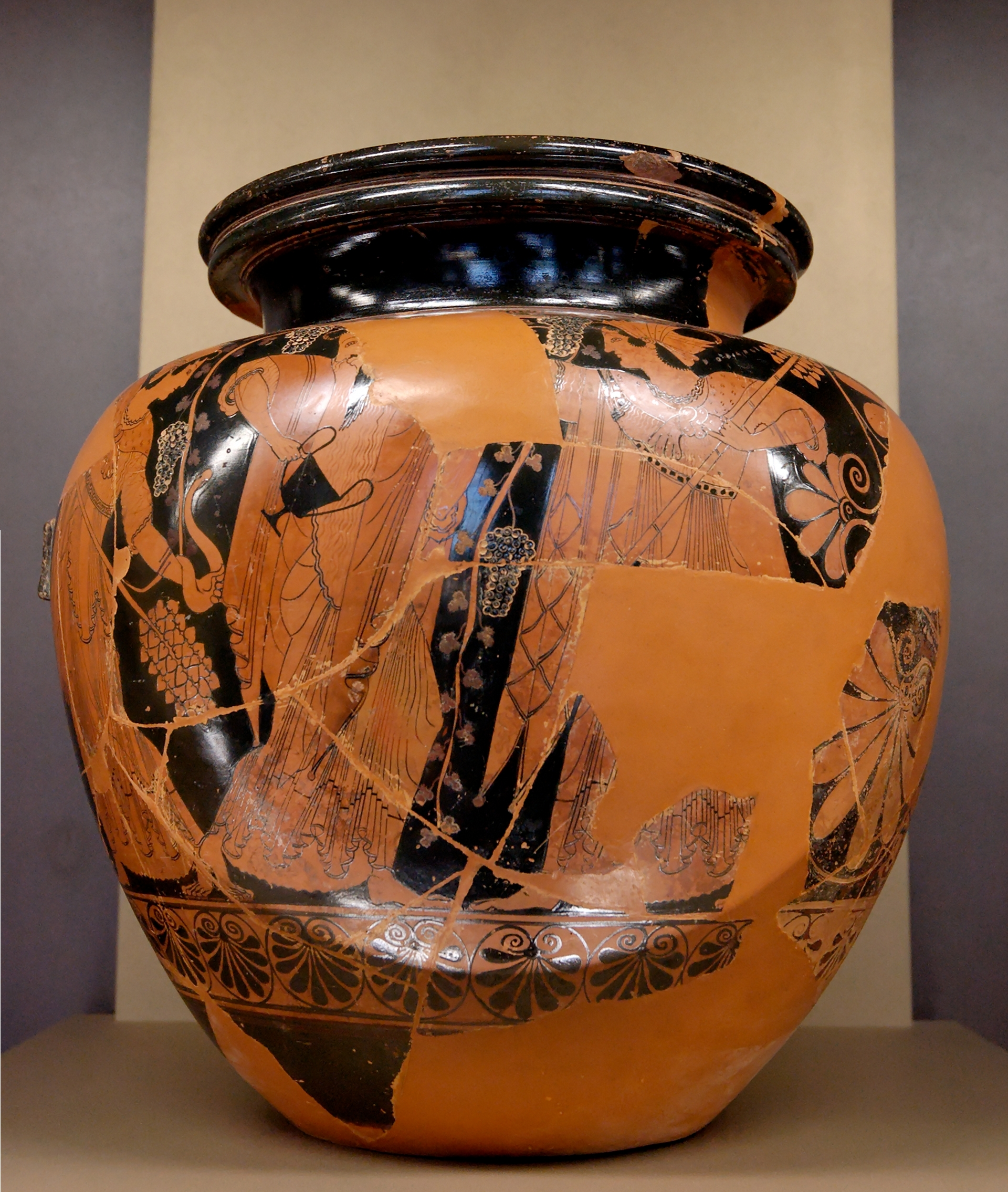
Ménades y Dioniso. Stamnos ático de figuras rojas.

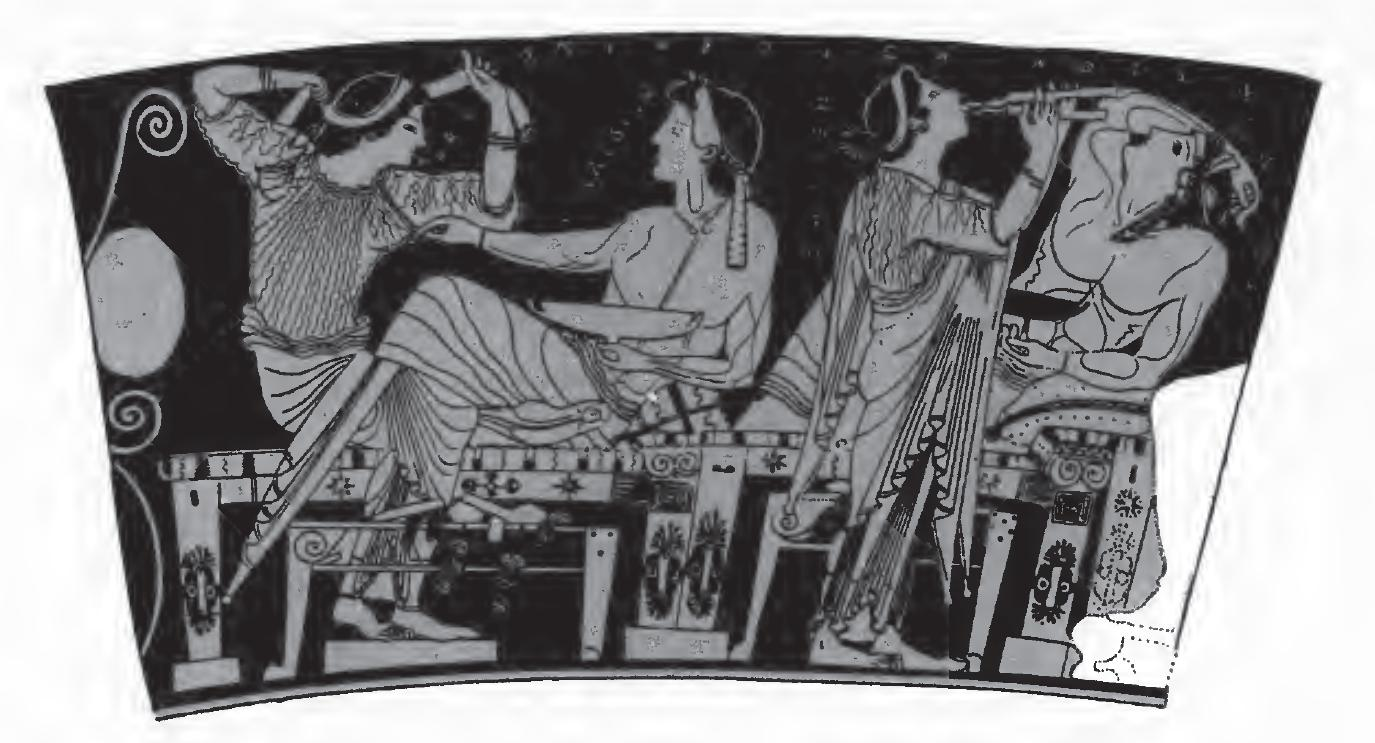
Ilustración de un stamnos de figuras rojas (cara A), firmado por Smikro como el pintor (y su supuesto autorretrato en la imagen de la derecha), Museos Reales de Arte e Historia, A717, Bruselas.

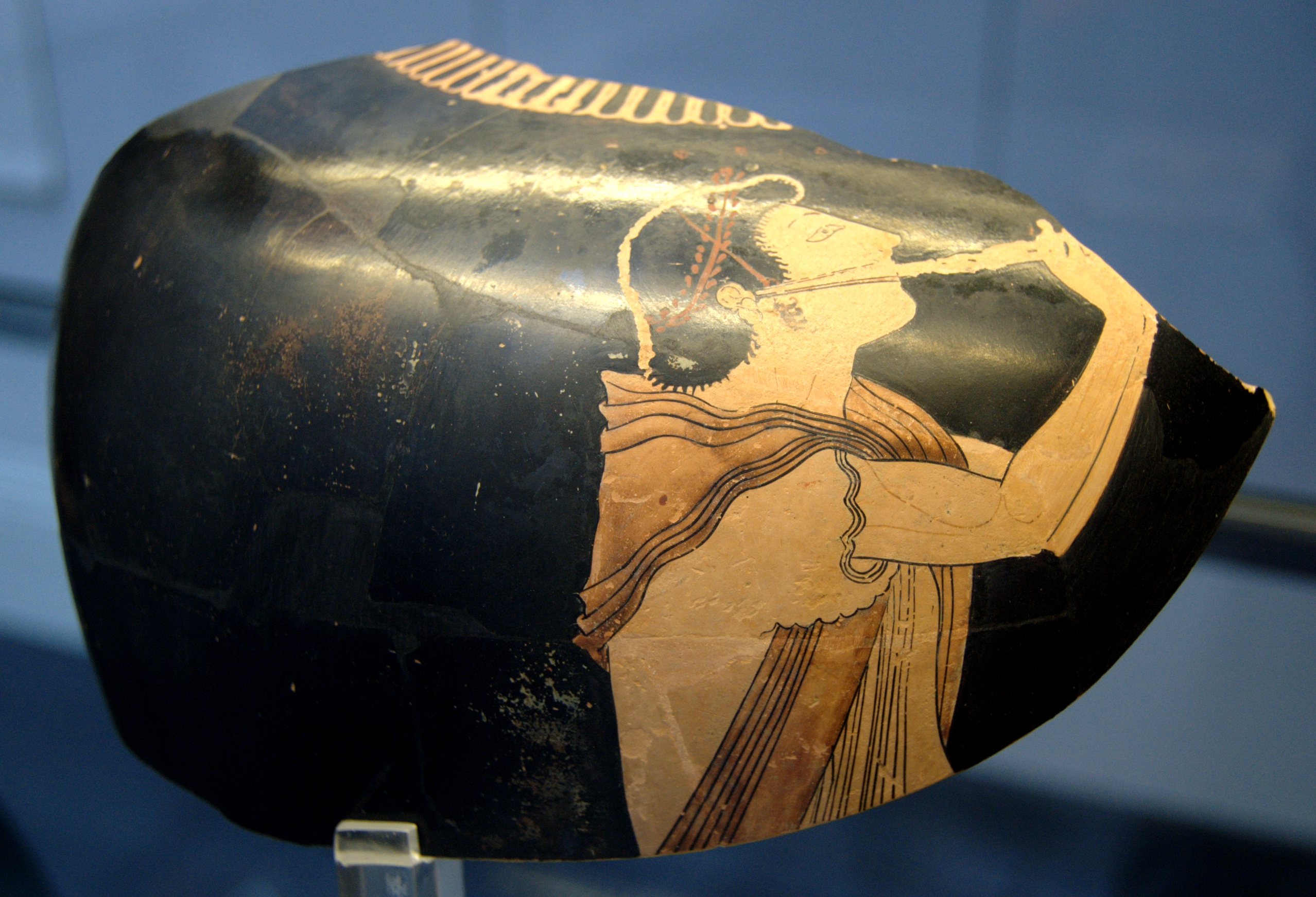
Auleta. Fragmento de ánfora ática de figuras rojas, c. 510 a. C. Staatliche Antikensammlungen, Múnich.

Esmicros (en griego antiguo: Σμίκρος, 'pequeño') fue un pintor griego activo en el periodo de 510 al 500 a. C. en Atenas, que trabajó en el taller de Eufronio. Junto a Eufronio, Eutímides, Hipsias y el Pintor de Diceo, Esmicros era uno de los representantes más importantes del grupo de pintores de vasos alfareros que John Beazley denominó Grupo pionero y que crearon un nuevo estilo decorativo a partir de la técnica de figuras rojas, de reciente invención.
Sus firmas SMIKROS EGRAFSEN (‘Esmicros me pintó’) se encuentran en al menos tres vasos (dos de ellas están en estamnos, uno en Bruxelas y el otro en Londres. Otra firma firma está en la llamada ánfora cordada.
De Esmicros tenemos tres vasos firmados. John Beazley le llama imitador de Eufronio. Su firma como pintor aparece en dos estamnos, uno en Bruxelas y el otro en Londres, Es posible que Esmicros cooperara en algún vaso tardío y no completamente célebre, que haya sido atribuido a Eufronio. En un psictero del Hermitage (San Petersburgo), Eufronio tiene una figura femenina con la inscripción Smikra, que puede entenderse como una alusión a su alumno. Sobre otra ánfora que parece pertenecer a Esmicros, se sugiere la posible cooperación de ambos artistas. Esmicros también podría haber decorado un estamno y dos pélices atribuidas a él.  Es muy probable que se encuentren en hasta cinco vasos. Este nombre probablemente sea, por ejemplo, ([--]κρος [επο]ιεσεν – [--]kros me hizo, no se conoce ningún otro nombre de alfarero que termine en kros) también por la firma del alfarero en una  fíala ritual fragmentaria, firmada por el pintor Duris. De ser así, demuestra ser un alfarero más talentoso que un pintor, pues los fragmentos de fíalas están hechas con una técnica realmente muy delicada.
La pintura de vasos firmados por el pintor Esmicros siempre se ha descrito como estilísticamente similar a las pinturas de Eufronio. Dado que firmaba con un nombre diferente, esta similitud estilística se explicaba por la hipótesis de que el pintor de vasos que se hacía llamar Esmicros era un imitador de Eufronio. Esto fue interpretado y acreditado por el arqueólogo británico John Beazley, quien en 1925 lo calificó como «un pésimo imitador de Eufronio». Hoy en día, la pregunta no es si los vasos que firmó son estilísticamente distinguibles de los firmados por Eufronio, sino más bien el problema de explicar el hecho de que vasos aparentemente del mismo estilo lleven las firmas de dos artistas diferentes; el arqueólogo clásico estadounidense John H. Oakley incluso argumenta que Esmicros no fue el verdadero pintor de vasos, sino una creación pictórica ficticia de Eufronio. La existencia de varias inscripciones del nombre Esmicros en vasos también parece problemática. Sin embargo, este nombre era tan común en Atenas en los siglos VI y V a. C. que en estos casos podría no referirse a Esmicros, el pintor de vasos.
Un estamno de figuras rojas, localizado en los Museos Reales de Arte e Historia de Bruselas, firmado por Esmicros, representa una figura reclinada marcada con la inscripción Smikros (a menudo referido como el único autorretrato del antiguo pintor de vasos), cautivado por la música de una hetera que toca el diaulós. Es un ejemplo notable de cómo la nueva técnica de figuras rojas para la pintura de vasos también representó escenas de la vida cotidiana, en este caso de un simposio al que asistieron hombres atenienses (quizás alfareros y sus mecenas).